# José María Sanz-Pastor Mellado
José María Sanz-Pastor Mellado (Lorca, Región de Murcia, 16 de julio de 1941-Madrid, 12 de enero de 2025) fue un político y diplomático español, gobernador civil durante la transición española y embajador. 

## Biografía
Hijo de José María Sanz-Pastor Fernández de Piérola, se licenció en Derecho en la Universidad de Madrid. Fue doctor en Derecho Comparado Internacional, Periodismo y diplomado en Comercio Exterior.En 1968 se casó con María del Carmen Moreno de Alborán y Vierna. El 1 de junio de 1969 ingresó en la carrera diplomática y fue nombrado secretario de la embajada española en Gabón, donde atendió a los refugiados de la guerra de Biafra y a los españoles que huían de Guinea Ecuatorial.
Durante la transición española militó en la Unión del Centro Democrático (UCD). Fue gobernador civil de la provincia de Cádiz (1977-1980), en la que recibió críticas por multar a los piquetes sindicales en las huelgas y se enfrentó con el alcalde de Cádiz por la ampliación del puerto. Seguidamente fue gobernador civil de la provincia de Alicante (julio-diciembre de 1980), y durante su mandato fue demandado por Comisiones Obreras y el PCE por injurias. Y finalmente fue gobernador civil de la provincia de Sevilla (diciembre de 1980-septiembre de 1982), y delegado del gobierno en Andalucía (septiembre-diciembre de 1982), donde también se enfrentó al alcalde de Sevilla por su política represiva y el envío de la guardia civil frente a los huelguistas de Marinaleda.
Como diplomático fue cónsul general en Perpiñán (1983) y embajador de España en Tanzania (1991), así como acreditado en Comoras, Mauricio, Madagascar, Burundi y Ruanda. Dejó este destino cuando fue nombrado embajador de España en la República de Irlanda (1997-2000).
Fue pregonero de la Semana Santa de Lorca (2010).
Falleció en Madrid, en la madrugada del 12 de enero de 2025.